# Condado de Montgomery (Maryland)
El condado de Montgomery (coloquialmente llamado MoCo) es un condado suburbano ubicado en el estado estadounidense de Maryland.
Su sede está en Rockville, y su comunidad más poblada en Silver Spring.
El condado forma parte del Área metropolitana de Washington-Baltimore.

## Historia

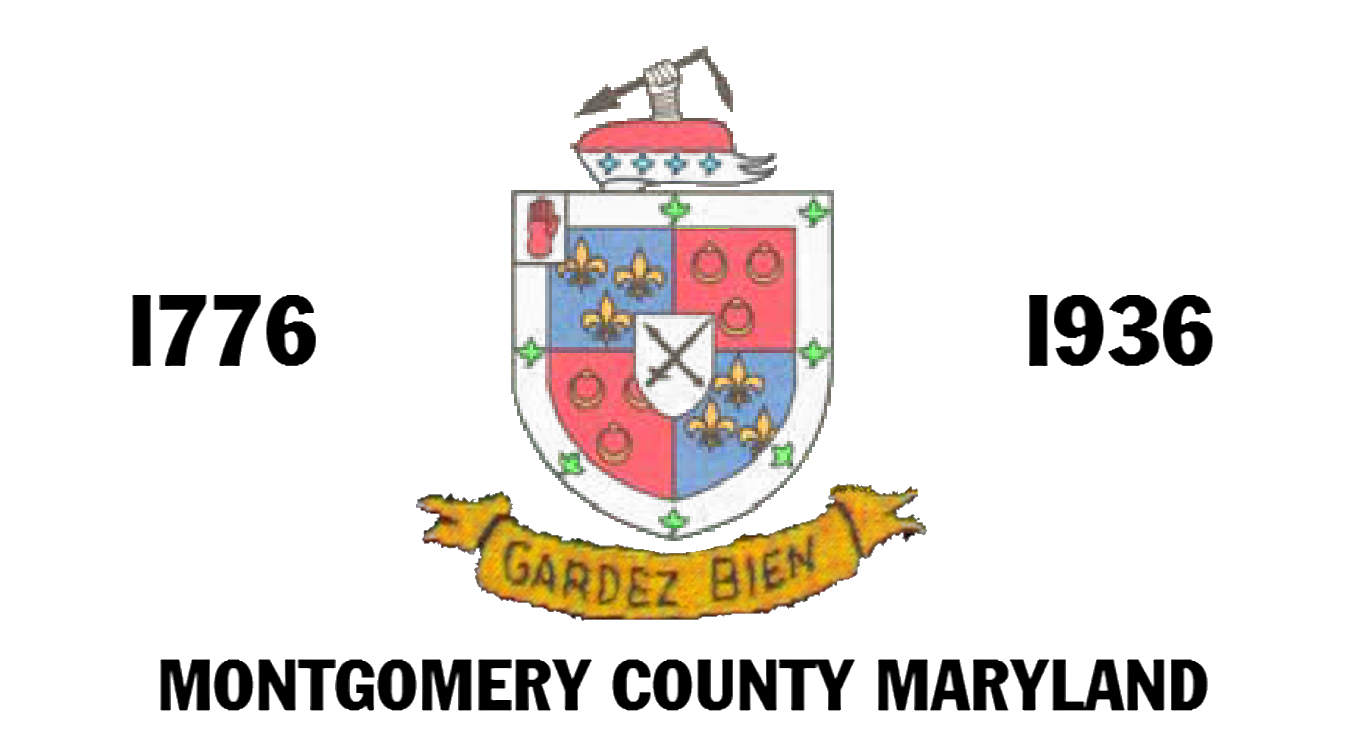
Bandera del condado de Montgomery (1944-1976).

El condado de Montgomery se creó al dividirse el condado de Charles. En 1696 se formó el condado de Prince George a partir de territorios de los condados de Charles y Baltimore. En 1748 se formó el condado de Frederick de la división del condado de Prince George. El condado de Montgomery se creó en 1776 producto de la división en tres partes del condado de Frederick. Los condados resultantes son condado de Washington, Frederick y Montgomery.
El nombre del condado honra al general, Richard Montgomery. En 1791, se formó el Distrito de Columbia a partir de partes de los condados de Montgomery, Prince George y del estado de Virginia (Las partes cedidas por del estado de Virginia regresaron a ese estado en 1846).
En 1997, el condado de Montgomery anexó una porción del condado de Prince George por decisión de los habitantes de Parque Takoma quienes aprobaron por votación pertenecer enteramente al condado de Montgomery.

## Demografía

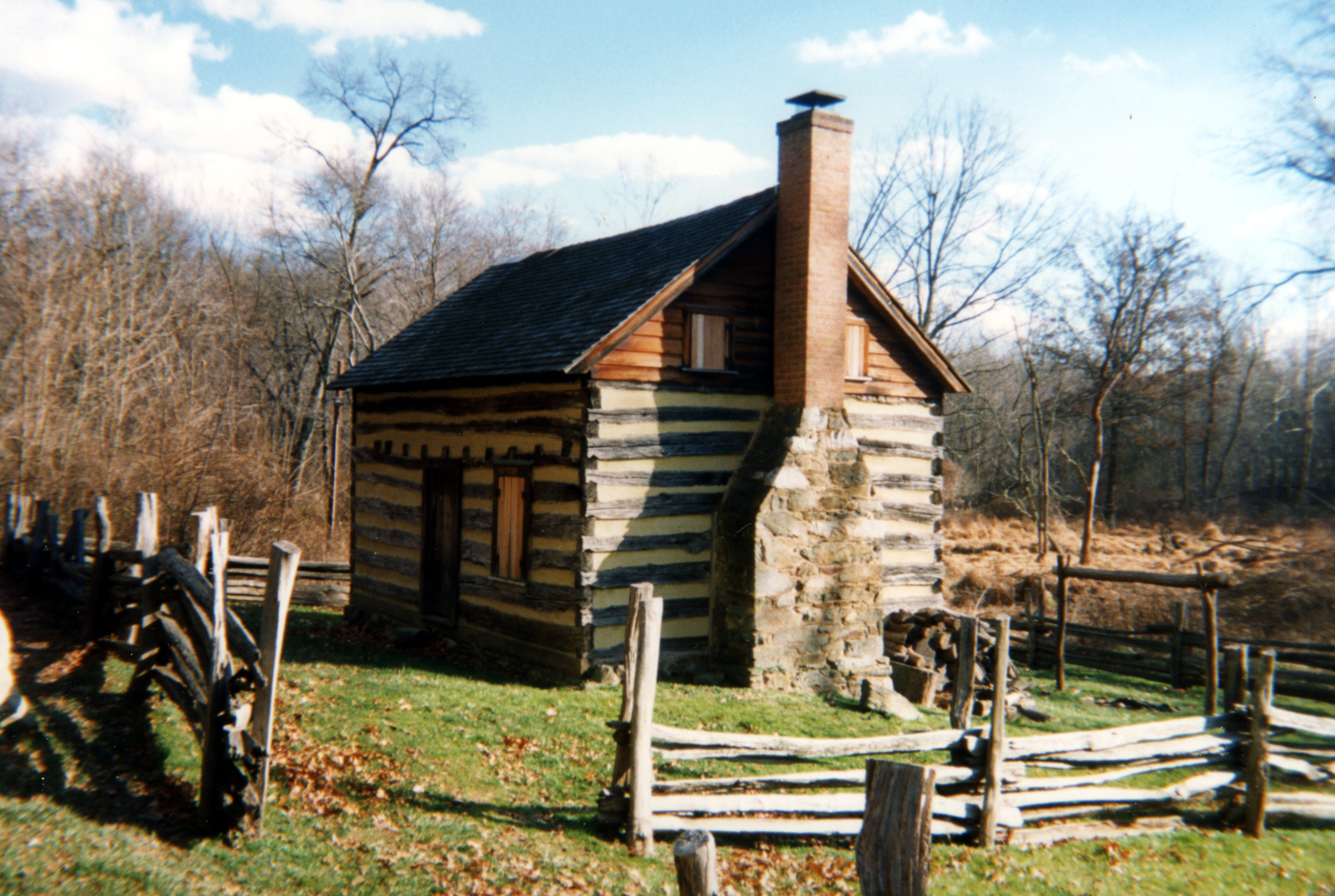
Cabaña en Brookeville posiblemente construida en la época de la Guerra de Secesión.

Según el censo de 2000, el condado cuenta con 873.341 habitantes, 324.565 hogares y 224.274 familias que residentes. La densidad de población es de 680 hab/km² (1.762 hab/mi²). Hay 334.632 unidades habitacionales con una densidad promedio de 261 u.a./km² (675 u.a./mi²). La composición racial de la población del condado es 64,78% Blanca, 15,14% Afroamericana, 0,29% Nativa americana, 11,30% Asiática, 0,05% De las islas del Pacífico, 5,00% de Otros orígenes y 3,45% de dos o más razas. El 11,52% de la población es de origen hispano o latino cualquiera sea su raza de origen.
De los 324.565 hogares, en el 35,00% viven menores de edad, 55,20% están formados por parejas casadas que viven juntas, 10,50% son llevados por una mujer sin esposo presente y 30,90% no son familias. El 24,40% de todos los hogares están formados por una sola persona y 7,70% incluyen a una persona de más de 65 años. El promedio de habitantes por hogar es de 2,66 y el tamaño promedio de las familias es de 3,19 personas.
El 25,40% de la población del condado tiene menos de 18 años, el 6,90% tiene entre 18 y 24 años, el 32,30% tiene entre 25 y 44 años, el 24,20% tiene entre 45 y 64 años y el 11,20% tiene más de 65 años de edad. La mediana de la edad es de 37 años. Por cada 100 mujeres hay 92,10 hombres y por cada 100 mujeres de más de 18 años hay 88,10 hombres.
La renta media de un hogar del condado es de $71.551, y la renta media de una familia es de $84.035. Los hombres ganan en promedio $54.005 contra $40.714 por las mujeres. La renta per cápita en el condado es de $35.684. 5,40% de la población y 3,70% de las familias tienen entradas por debajo del nivel de pobreza. De la población total bajo el nivel de pobreza, el 5,90% son menores de 18 y el 5,90% son mayores de 65 años.

## Ciudades y pueblos
Oficialmente el condado tiene tres ciudades y doce pueblos y cuatro poblados:
- Ciudades:
  1. Gaithersburg (desde 1878)
  2. Rockville (desde 1860)
  3. Takoma Park (desde 1890)

- Pueblos:
  1. Barnesville (desde 1888)
  2. Brookeville (desde 1808)
  3. Chevy Chase (desde 1918)
  4. Chevy Chase View (desde 1993)
  5. Chevy Chase Village (desde 1910)
  6. Garrett Park (desde 1898)
  7. Glen Echo (desde 1904)
  8. Kensington (desde 1894)
  9. Laytonsville (desde 1892)
  10. Poolesville (desde 1867)
  11. Somerset (desde 1906)
  12. Washington Grove (desde 1937)

- Poblados:
  1. Chevy Chase Sección tres (desde 1982)
  2. Chevy Chase Sección cinco (desde 1982)
  3. Martin's Additions (desde 1985)
  4. North Chevy Chase (desde 1996)

- Lugares designados por el censo:

1. Ashton-Sandy Spring (una combinación de las comunidades de Ashton y Sandy Spring reconocido como una unidad por el censo).
2. Aspen Hill
3. Bethesda
4. Brookmont
5. Burtonsville
6. Cabin John
7. Calverton (Este CDP está situado entre los condados de Montgomery y Prince George.)
8. Chevy Chase (CDP)
9. Clarksburg
10. Cloverly
11. Colesville
12. Damascus
13. Darnestown
14. Fairland
15. Forest Glen
16. Friendship Village (Este CDP incluye la villa de Friendship Heights.)
17. Germantown (desde 1898)
18. Glenmont
19. Hillandale (Este CDP está situado entre los condados de Montgomery y Prince George.)
20. Kemp Mill
21. Montgomery Village
22. North Bethesda
23. North Kensington
24. North Potomac
25. Olney
26. Potomac
27. Redland
28. Silver Spring
29. South Kensington
30. Travilah
31. Wheaton
32. White Oak

- Áreas no incorporadas:

1. Rossmoor (según el censo de 2010).
2. Beallsville
3. Boyds
4. Derwood
5. Dickerson
6. Hyattstown

## Educación
Las Escuelas Públicas del Condado de Montgomery gestiona las escuelas públicas.